# Cornflake Girl
"Cornflake Girl" är en låt skriven och framförd av den amerikanska sångerskan och musikern Tori Amos. Den gavs ut som första singeln från hennes andra album, Under the Pink, i början av 1994. Ursprungligen lanserades singeln på den brittiska marknaden 10 januari medan Amos huvudsakliga skivbolag Atlantic Records gav ut singeln i USA den 5 maj. Låten har nått fjärde plats på den brittiska singellistan och hör till Amos mest populära låtar. Två musikvideor har producerats för singeln då den första ansågs vara alltför konstig för den amerikanska publiken.

## Bakgrund
Inspirationen till "Cornflake Girl" kom från Alice Walkers roman Possessing the Secret of Joy, om en ung afrikansk kvinna som går igenom ritualen av en kvinnlig könsstympning. Amos var förargad av tanken att en mamma skulle kunna utsätta sin dotter till en sådan brutal handling, och låten uppstod som ett utforskande av idén om svek mellan kvinnor. I låten refereras till två fraktioner av kvinnor: "Raisin Girls" är multikulturella och fördomsfria, medan "Cornflake Girls" av titeln är "inskränkta och fulla av fördomar".
Referensen till cornflakes och russin kommer från deras fördelning i en låda med frukostflingor, vilket innebär att "raisin girls" är mycket svårare att hitta än "cornflake girls". Trots att låten inleds med "Never was a cornflake girl" har Amos på grund av låtens titel ironiskt nog blivit refererad till just "the Cornflake Girl", något hon även har talat om i intervjuer. På sina konserter har hon också sagt att "cornflakes" kontra "russin" kunde ses som en jämförelse där flickorna hade enkel tillgång till marijuana, där Amos själv var berövade av ämnet. Förvirringen torde vara relaterad till hennes reklamfilm för Kellogg's Just Right från 1987, som gjordes före hennes stora berömmelse. Just Right innehåller både russin och cornflakes, således hör låten och flingorna ihop antingen genom slump eller avsikt.
Atlantic Records lanserade en serie cornflakespaket prydda med en bild på Amos för att marknadsföra detta. Dessa är numera samlarobjekt.

## Musikvideo
Det fanns två olika musikvideor till "Cornflake Girl". Den brittiska versionen regisserades av Big TV!, två regissörer från Storbritannien. Amos sade att den var baserad på Trollkarlen från Oz, förutom att Dorothy kommer till helvetet i stället. Denna version ansågs vara lite för "konstig" för amerikansk publik och en andra version gjordes, vilken var regisserad av Amos själv tillsammans med Nancy Bennett. I den amerikanska videon kör Amos en lastbil full med flickor runt en typisk amerikansk öken.

## Låtlistor och format
Låtarna skrivna av Tori Amos om inget namn anges.
- Europeisk och australiensisk CD-singel

1. "Cornflake Girl" – 5:05
2. "Sister Janet" – 4:02
3. "All the Girls Hate Her" – 2:23
4. "Over It" – 2:11

- Amerikansk CD-singel

1. "Cornflake Girl" (Edit) – 3:53
2. "Sister Janet" – 4:01
3. "Daisy Dead Petals" – 3:02
4. "Honey" – 3:47

- Amerikansk 7"-vinyl

1. "Cornflake Girl" – 5:05
2. "Sister Janet" – 4:02

- Brittisk CD-singel (Limited Edition)

1. "Cornflake Girl" – 5:05
2. "A Case of You" (Joni Mitchell) – 4:38
3. "If 6 Was 9" (Jimi Hendrix) – 2:23
4. "Strange Fruit" (Lewis Allan) – 2:11

## Listplaceringar
| Listor (1994)                        | Högsta placering |
| ------------------------------------ | ---------------- |
| USA Billboard Bubbling Under Hot 100 | 7                |
| USA Billboard Hot Modern Rock Tracks | 12               |
| Brittiska singellistan               | 4                |
| Australiensiska singellistan (ARIA)  | 19               |
| Nyzeeländska singellistan (RIANZ)    | 41               |
| Nederländska singellistan            | 26               |
| Kanadensiska singellistan            | 30               |
| Tyska singellistan                   | 73               |
| Irländska singellistan               | 9                |

## Medverkande
- Tori Amos - sång, piano, producent
- Michael Blackwell - tekniker
- Ian Cooper - mastering (originalversionen)
- Kevin Killen - mixning
- Bob Ludwig - mastering (Edit-versionen)
- Cindy Palmano - fotografier, illustrationer
- Eric Rosse - producent

## Coverversioner
"Cornflake Girl" har spelats in av den amerikanska rockgruppen Jawbox som en gömd låt på deras självbetitlade album från 1996, samt av bandet Tapping the Vein på Tori Amos tributalbum, Songs of a Goddess. När Amos var tvungen att dra sig ur ett framträdande i det australiensiska komediprogrammet The Sideshow 2007 framförde komedigruppen Tripod låten i hennes ställe.
Den 25 mars 2010 tolkades låten live av den brittiska musikern Imogen Heap i Australien. Framträdandet gjordes på begäran av vinnaren av en välgörenhetsauktion på Internet som betalade omkring 4000 amerikanska dollar för att vinna objektet "VIP Experience Meet Imogen Heap + A Song Just For You".